# Francesco Cabras
Francesco Cabras (Roma, 27 maggio 1966) è un regista, attore, fotografo, paroliere e produttore italiano.

## Biografia
Di origine sarda, parallelamente alla laurea in psicologia inizia a collaborare con testate italiane come giornalista e fotografo di reportage di viaggio, diritti umani, musica rock e cinema, lavorando anche su libri commerciali e creativi. Nel 1995 incontra e ottiene un'intervista esclusiva con il premio Nobel per la pace Aung San Suu Kyi all'epoca agli arresti domiciliari nella sua casa di Rangoon in Birmania. Nel 1996 realizza come fotografo la campagna pro aiuti per l'Iraq dell'ONG Un Ponte per Baghdad.
Dopo vari lavori televisivi su Telemontecarlo e Rai 2, nel 1999 fonda insieme ad Alberto Molinari e Francesco Struffi la società di produzione Ganga Film, specializzandosi in videoclip, documentari di creazione e documentari d'arte, e iniziando una collaborazione assidua con il canale RaiSat Art. Con Molinari realizza in co-regia e co-direzione della fotografia la maggioranza dei suoi lavori, anche videoclip per Max Gazzè (Il timido ubriaco), Caparezza, Sergio Cammariere, Giorgia, Rosario di Bella e Nada. Si occupa anche di teatro.
La regia di Cabras risente molto dell'esperienza visuale di fotografo, e di quella narrativa di giornalista reporter, muovendosi tra sperimentazione visuale, il documentario di creazione, quello didattico, i videoclip, la fotografia, la scrittura e la recitazione. Tra i molti documentari lungometraggi The Big Question del 2006, prodotto originariamente da Mel Gibson, comunque uscito nei cinema statunitensi. Nel 2006, sempre insieme ad Alberto Molinari, realizza per il canale Cult di Sky una serie di opere di visual art. Tra queste Paleoliche vince il concorso di arte visuale Festarte2008 e viene utilizzato da Greenpeace Italia per la campagna pro energia eolica.
Come attore nel 1997 vince il premio come migliore interprete protagonista al Sacher Festival di Nanni Moretti con Cosmos Hotel di Varo Venturi. In seguito recita in La passione di Cristo di Mel Gibson (interpretando Gesmas, il ladrone cattivo), nel Il mandolino del capitano Corelli di John Madden, in Equilibrium di Kurt Wimmer e in The Obscure brother di Linda di Franco. È il protagonista del prossimo lungometraggio di Louis Nero Rasputin.
È autore di testi di canzoni per Francesca Schiavo (La vita è altrove, Eroi prigionieri), Khaoticos (No me divierto), scrive per Valeria Rossi il ritornello della canzone Tre parole, e talvolta disegna anche copertine di dischi..
Ha una band, assieme a Molinari e al regista Francesco G. Raganato, chiamata North Sentinel, con la quale ha registrato un album omonimo mai distribuito, finché nel mese di marzo 2020 è stato pubblicato in digitale.

## Filmografia (parziale)

### Attore
- Cosmos Hotel, regia di Varo Venturi (1997)
- Il mandolino del capitano Corelli (Captain Corelli's Mandolin), regia di John Madden (2001)
- Equilibrium, regia di Kurt Wimmer (2002)
- La passione di Cristo (The Passion of the Christ), regia di Mel Gibson (2004)
- The Big Question, regia di Francesco Cabras e Alberto Molinari (2004)
- The Obscure Brother, regia di Linda di Franco (2007)
- Rasputin, regia di Louis Nero (2011)

### Regista

#### Videoclip (con Alberto Molinari)
- Al Di Meola - Morocco Fantasia (2010)
- Caparezza - Tutto ciò che c'è (2000), La fitta sassaiola dell'ingiuria (2000), La mia parte intollerante (2006)
- Carlos Sabillón - Buscarte (2000), Convenceme (2000)
- Discoverland - Stayin' Alive (2015)
- Fava & Liguori - Guida e basta (2018)
- Gigi Finizio - Due parole (2003)
- Giorgia - Save the World (2001)
- Leo Pari - La metro C (2015)
- Max Gazzè - Il timido ubriaco (2000), Non era previsto (2001), Annina (2004)
- Michelacci - Navigatore emozionale (2010)
- Miele feat. Slings - Flaconi di divertimento (2000)
- Nada - Luna in piena (2007), È un momento difficle, tesoro (2019)
- Neri per Caso - Amore psicologico (2002)
- Nexuno - Sarò (2009)
- Pierson - Goodbye Is My Name (2001)
- Pippo Pollina feat. Franco Battiato e Nada - Finnegan's Wake[9] (1999)
- Roberto Angelini - Condor (2021), L'era glaciale (2023)
- Rosario Di Bella - Portami via (2006)
- Samle - Shoot Me Down (2004)
- Sergio Cammariere - Sorella mia (2002), Via da questo mare (2003), Tutto quello che un uomo (2003), Mano nella mano (2014)
- Thee Elephant - Home (2014)
- Veeblefetzer - La notte (2019)
- Veronica Lock - Allora ciao intanto (2003), Senza una parola (2003)
- Velvet - Nascosto dietro un vetro (2001)
- Yuri Mrakadi - Birasm el bayh' (2003)

#### Videoclip (solo Cabras)
- Emma Tricca - King Blixa (2023), Christodora House (2023)
- Hiperico - Ci libereremo (2018), Stare senza (2018)
- Jesus Was Homeless - Dead (2020)
- Le luci della centrale elettrica - A forma di fulmine (2017)
- Marco Graziosi - L'amore a tempo determinato (2020), Dove hai messo Cappuccetto Rosso (2021), Come una sposa (2021)
- Montone - Drink tropicale (2019)
- Nada - Dove sono i tuoi occhi (2018)
- Oceani - Ghepardi (2022)
- Paolo Zanardi - Non dirlo mai (2019)
- Porto Leon - San Pietro (2021)